# Cophixalus verrucosus
Cophixalus verrucosus là một loài lizard thuộc họ Nhái bầu. Chúng là loài đặc hữu của Papua New Guinea.
Các môi trường sống tự nhiên của chúng là các khu rừng ẩm ướt đất thấp nhiệt đới hoặc cận nhiệt đới, các khu rừng vùng núi ẩm nhiệt đới hoặc cận nhiệt đới, và các khu rừng trước đây bị suy thoái nặng nề.